# Walentkowe Kamienne

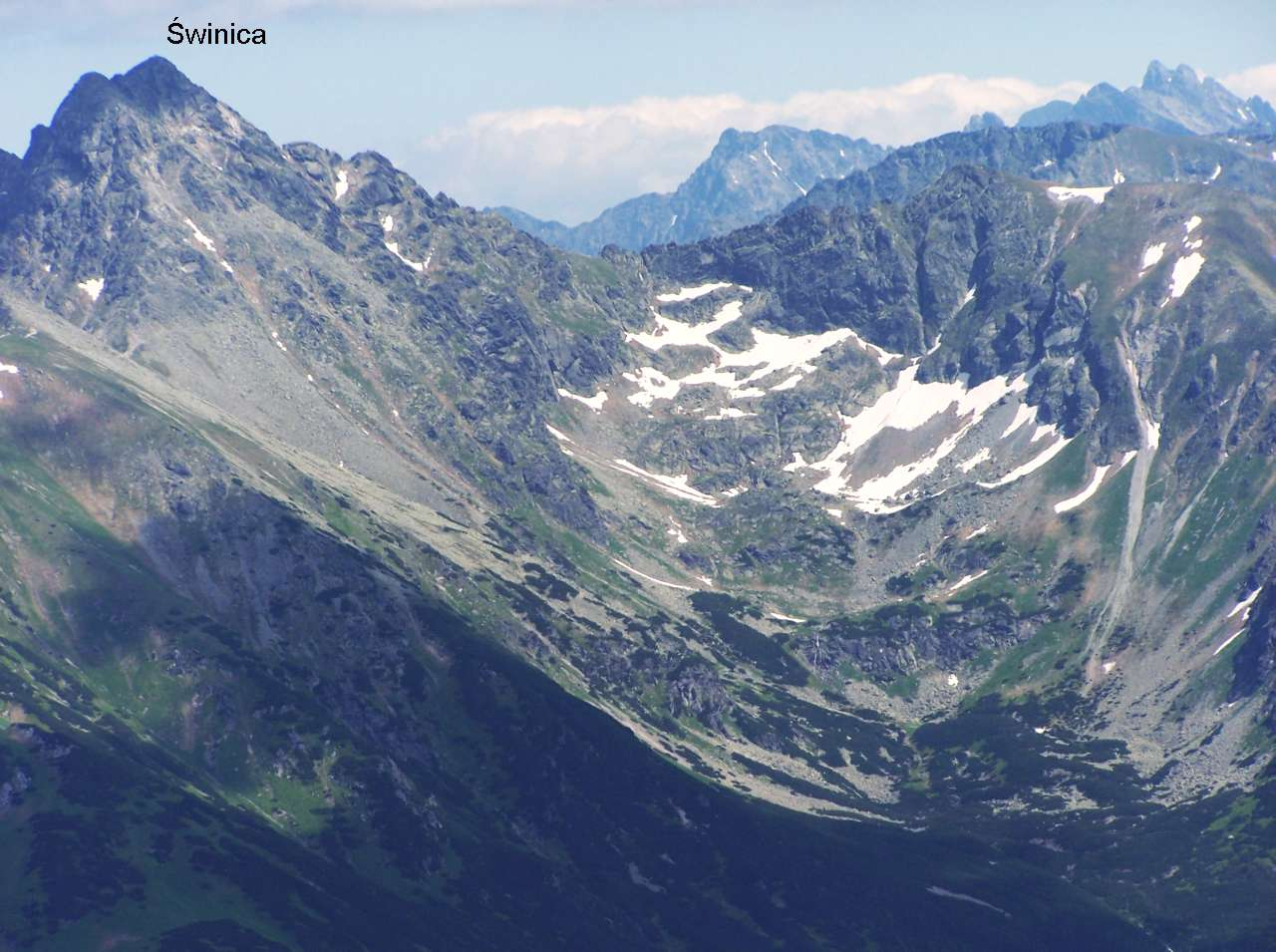

Walentkowe Kamienne lub po prostu Kamienne (słow. (Kamenná Tichá) – cyrk lodowcowy w górnej części Doliny Walentkowej w słowackich Tatrach Wysokich. Jego północno-wschodnie obramowanie tworzą zbocza Świnicy, wschodnie Walentkowa Grań, południowo-wschodnie boczny grzbiet Walentkowego Wierchu z Walentkową Kopą.
Dolina Walentkowa była dawniej wypasana, głównie przez pasterzy liptowskich. Jej nazwa pochodzi od pasterza liptowskiego o imieniu Walenty. Czasami jednak przyprowadzali tutaj przez przełęcz Liliowe swoje owce polscy pasterze z Hali Gąsienicowej. To oni podali kartografom austriackim nazwę Kamienne, ci zaś przenieśli ją na nazwę szczytu. Na mapach austriackich przez jakiś czas Walentkowy Wierch opisywany był jako Nad kamenim, Nad Kameniem i Nad Kamenem. Te nazwy jednak nie utrzymały się.
Dno Kamiennego to typowe dla cyrków lodowcowych kamienne rumowisko. Na wysokości 1879 m znajduje się w nim Wyżni Walentkowy Stawek.